# زندان پرچونک
زندان پرچونک مربوط به دوره صفوی است و در شهرستان دشتستان، بخش ارم، دهستان ارم، روستای پرچونک واقع شده و این اثر در تاریخ ۲۸ اسفند ۱۳۸۵ با شمارهٔ ثبت ۱۸۷۲۸ به‌عنوان یکی از آثار ملی ایران به ثبت رسیده است.